# Casa de Ernest McCarty Oliver
La Casa de Ernest McCarty Olivere es una residencia histórica ubicada en el norte de LaFayette St. (Ruta 431) en LaFayette, Alabama, Estados Unidos.

## Historia
La casa fue construida en 1895 en estilo victoriano. Es una casa de ladrillo de dos pisos, principalmente de estilo victoriano, pero influenciada por varios estilos, incluido Eastlake. Se construyó con ladrillos derivados de la arcilla detrás de la casa y se horneó en un kiln en el lugar.
Fue incluida en el Registro Nacional de Lugares Históricos en 1974.